# المركز الوطني لتنمية القطاع غير الربحي
المركز الوطني لتنمية القطاع غير الربحي، أنشئ في أبريل 2019 بناء على موافقة مجلس الوزراء السعودي ويرتبط برئيس المجلس.

## التاريخ
أنشئ المركز الوطني لتنمية القطاع غير الربحي بقرار مجلس الوزراء رقم (459) وتاريخ 11/8/1440 هجري، حيث يتمتع المركز بالشخصية الاعتبارية، والاستقلال المالي والإداري، ويرتبط مباشرة برئيس مجلس الوزراء.
تأسس المركز في سياق تنمية القطاع غير الربحي، الذي يعد هدفًا إستراتيجيًّا ضمن خطة رؤية 2030 الهادفة إلى تمكين القطاع غير الربحي، وتحقيق أثر أعظم للقطاع على الصعيدين الاجتماعي والاقتصادي، حيث يُعد المركز أحد مبادرات برنامج التحول الوطني لتنمية القطاع غير الربحي. ويتولى المركز مهامًّا متعددة ستمكن القطاع من النماء، وتفعّل دوره في تحقيق التنمية المستدامة، حيث سيعمل المركز مع كافة شركائه من الجهات الحكومية، والمنظمات غير الربحية، والشركات، والأفراد – وفق حوكمة شمولية تحقق انسيابًا عمليًّا، يوفر للجميع إمكانية المساهمة وفقًا لأدوارهم ضمن منظومة القطاع غير الربحي.

## الأهداف
- تفعيل دور منظمات القطاع غير الربحي وتوسيعه في المجالات التنموية.
- العمل على تكامل الجهود الحكومية في تقديم خدمات الترخيص لتلك المنظمات.
- إحكام الرقابة المالية والإدارية والفنية على القطاع، وزيادة التنسيق والدعم.
- تنظيم دور منظمات القطاع غير الربحي وتفعيلة وتوسيعة في المجالات التنمية.

يهدف المركز إلى تنظيم دور منظمات القطاع غير الربحي وتفعيله وتوسيعه في المجالات التنموية، والعمل على تكامل الجهود الحكومية في تقديم خدمات الترخيص لتلك المنظمات، والإشراف المالي والإداري على القطاع، وزيادة التنسيق والدعم.
دون إخلال باختصاصات الجهات الأخرى، للمركز القيام بكل ما يلزم في سبيل تحقيق أهدافه وفق التنظيم، ومن ذلك ما يأتي:
- إعداد الاستراتيجيات والخطط والبرامج ومؤشرات الأداء ذات العلاقة بالقطاع غير الربحي، والتحقق من مدى فاعليتها، وإعداد تقارير دورية عن ذلك.
- إصدار ما يستلزمه تنظيم القطاع غير الربحي من لوائح وقواعد وأدلة ومعايير وفق ما تقضي به أنظمة القطاع وسياساته.
- إصدار التراخيص والتصاريح لمنظمات القطاع غير الربحي، وفق ما تقضي به الأنظمة ذات العلاقة، بالتنسيق مع الجهة المختصة والجهات المشرفة التي يدخل نشاط تلك المنظمات في نطاق إشرافها.
- الإشراف المالي والإداري على منظمات القطاع غير الربحي، وتصنيفها، والعمل على حوكمتها وفق أفضل المعايير العالمية.
- التنسيق والتكامل مع الوحدات الإشرافية في الجهات الحكومية التي يدخل نشاط منظمات القطاع غير الربحي في نطاقها، لتفعيل وتطوير الإشراف الفني على أنشطة القطاع ومنظماته، وتسهيل وتسريع تأسيس منظمات القطاع المتخصصة، وتشجيع العمل غير الربحي وتفعيل دوره وتوسيعه في المجالات التنموية.
- نشر ثقافة التطوع، وتشجيع العمل التطوعي، وتنظيمه وتمكينه، بما يحقق زيادة الفرص التطوعية وتنوعها، وزيادة عدد المتطوعين.
- العمل على تحسين كفاية منظمات القطاع غير الربحي وفاعليتها، وإزالة ما يواجهها من معوقات، وتقديم الدعم الإداري والفني لها، وبناء قدرات العاملين فيها، وتصميم وتنفيذ البرامج اللازمة لذلك بالشراكة مع الجهات الحكومية والقطاعين الخاص وغير الربحي.
- الإشراف على الدعم المادي المقدّم لمنظمات القطاع غير الربحي بالتنسيق مع الجهات الداعمة، والعمل على توجيه الدعم بما يحقق الأولويات والخطط التنموية ويدعم الاستدامة المالية لهذه المنظمات.
- حوكمة جمع منظمات القطاع غير الربحي للتبرعات وما تقيمه من حملات، وفق ما تقضي به الأنظمة ذات العلاقة.
- نشر الوعي بأهمية القطاع غير الربحي، وتحفيز المساهمة فيه بمختلف أشكالها، وإقامة المعارض والمؤتمرات والندوات ذات الصلة، والمشاركة فيها.
- إجراء وتشجيع البحوث والدراسات والإحصاءات المتعلقة بالقطاع غير الربحي ونشرها، بالتنسيق والشراكة مع الجهات ذات العلاقة، وإنشاء قاعدة بيانات القطاع ومنظماته وبرامجه واحتياجاته وأولوياته.
- إنشاء حاضنات ومسرعات الأعمال الاجتماعية والحاويات الفكرية لمنظمات القطاع غير الربحي وتنظيمها، وتحفيز القطاعين غير الربحي والخاص لإنشائها.
- تفعيل دور القطاع غير الربحي في تحقيق أهداف التنمية المستدامة.
- تفعيل الاستثمار ذي الأثر الاجتماعي، وتحفيز المساهمة فيه.
- تقديم الخدمات الاستشارية والتدريبية ذات الصلة باختصاصه، وله أخذ مقابل لذلك.
- تمثيل المملكة في المنظمات والمنتديات الدولية والإقليمية ذات الصلة باختصاصه.

## مجلس الإدارة
يتكون المركز من مجلس إدارة برئاسة وزير الموارد البشرية والتنمية الاجتماعية، وعضوية كل من:
1. ممثل من وزارة الموارد البشرية والتنمية الاحتماعية.
2. ممثل من وزارة الداخلية.
3. ممثل من وزارة المالية.
4. ممثل من وزارة التجارة.
5. ممثل من الهية العامة للأوقاف.
6. ممثلين من الجمعيات الأهلية يرشحهما رئيس مجلس إدارة المركز بالتنسيق مع مجلس الجمعيات الأهلية.
7. ممثل من المؤسسات الأهلية يرشحه رئيس مجلس إدارة المركز بالتنسيق مع مجلس المؤسسات الأهلية.
8. ممثل من الجمعيات التعاونية يرشحه رئيس مجلس إدارة المركز بالتنسيق مع مجلس الجمعيات التعاونية.
9. ممثل من القطاع الخاص من المهتمين والداعمين للقطاع غير الربحي، يرشحه رئيس مجلس إدارة المركز بالتنسيق مع مجلس الغرف السعودية.
10. اثنين من ذوي الخبرة والاختصاص في مجال عمل المركز يرشحهما رئيس مجلس إدارة المركز.

## أعضاء مجلس الإدارة
1. رئيس مجلس الإدارة: وزير الموارد البشرية والتنمية الاجتماعية معالي المهندس أحمد بن سليمان الراجحي.
2. ممثل وزارة الموارد البشرية والتنمية الاجتماعية: معالي أ. ماجد بن عبد الرحيم الغانمي.
3. ممثل وزارة الداخلية: العقيد م. محمد بن سعود البيشي.
4. ممثل وزارة المالية: د. عبد الله بن عبد الرحمن النملة.
5. ممثل وزارة التجارة: أ. عبد العزيز بن سعود الدحيم.
6. ممثل الهيئة العامة للأوقاف: أ. عماد بن صالح الخراشي.
7. ممثل الجمعيات الأهلية: د. سعدون بن سعد السعدون.
8. ممثل الجمعيات الأهلية: أ.عبد الله بن راشد الخالدي.
9. ممثل المؤسسات الأهلية: أ. عبد الإله بن سالم بن محفوظ.
10. ممثل الجمعيات التعاونية: أ. سعود بن عبد العزيز الجوير.
11. ممثل القطاع الخاص: أ. سعيد بن أحمد باسمح.
12. ممثل من ذوي الخبرة والاختصاص: الأميرة هيفاء بنت عبد العزيز آل مقرن.
13. ممثل من ذوي الخبرة والاختصاص: م. فيصل بن سيف الدين السمنودي.

## الوحدات المشرفة فنياً
- وزارة الداخلية
- وزارة الموارد البشرية والتنمية الاجتماعية
- وزارة الصحة
- وزارة الطاقة
- وزارة الاعلام
- وزارة الصناعة
- وزارة التجارة
- وزارة النقل
- وزارة الاتصالات وتقنية المعلومات
- وزارة الاقتصاد والتخطيط
- وزارة التعليم
- وزارة الرياضة
- وزارة الثقافة
- وزارة العدل
- وزارة الحج والعمرة
- وزارة الشؤون الإسلامية
- وزارة السياحة
- وزارة البيئة والمياه والزراعة
- وزارة الشؤون البلدية والقروية والإسكان
- الهيئة السعودية للملكية الفكرية
- الهيئة السعودية للبيانات والذكاء الاصطناعي
- الهيئة العامة للاوقاف
- الهيئة العامة للترفية
- هيئة التخصصات الصحية
- الهيئة العامة للمعارض والمؤتمرات
- برنامج جودة الحياة
- مدينة الملك عبد العزيز للعلوم والتقنية

## عدد المنظمات غير الربحية في المملكة حسب المناطق الإدارية (حتى نهاية يونيو 2025م)
| الرياض | مكة المكرمة | المدينة المنورة | القصيم | الشرقية | تبوك | عسير | حائل | الحدود الشمالية | جازان | نجران | الباحة | الجوف |
| ------ | ----------- | --------------- | ------ | ------- | ---- | ---- | ---- | --------------- | ----- | ----- | ------ | ----- |
| 1,728  | 1,191       | 384             | 618    | 562     | 142  | 491  | 368  | 109             | 295   | 133   | 185    | 176   |